# Tombeau de Menna
Le tombeau de Menna, TT69, est un hypogée de la nécropole thébaine en Égypte. Il est situé dans la zone des tombes des nobles à Cheikh Abd el-Gournah.
Menna est un noble, « scribe des domaines du seigneur des Deux Terres de Haute et Basse-Égypte » pendant la XVIIIe dynastie durant le règne de Thoutmôsis IV ou Amenhotep III, bien que le nom du roi ne figure pas dans son tombeau. Son épouse, très belle, est Hénouttaoui « la maîtresse du Double-pays », une chanteuse d'Amon ; il a deux fils et quatre filles ; tous figurent dans son tombeau.

## Description

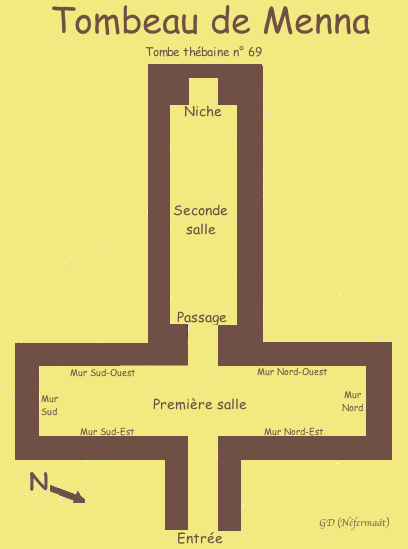
Plan du tombeau de Menna

Le tombeau de Menna se situe à l'ouest du tombeau de Nakht (TT52) dans lequel figure la scène des musiciennes. Le tombeau de Menna est, quant à lui, connu pour ses fresques de scènes de la vie quotidienne, représentées dans des couleurs lumineuses.
Le tombeau en T inversé est constitué d'un passage d'entrée menant à une première salle. Sur le mur sud-est, à la gauche de l'entrée, Menna est assis devant une table d'offrandes chargée de nourriture, avec un scribe devant lui. Le reste du mur est consacré aux scènes agricoles avec des descriptions détaillées de la moisson sur cinq registres.

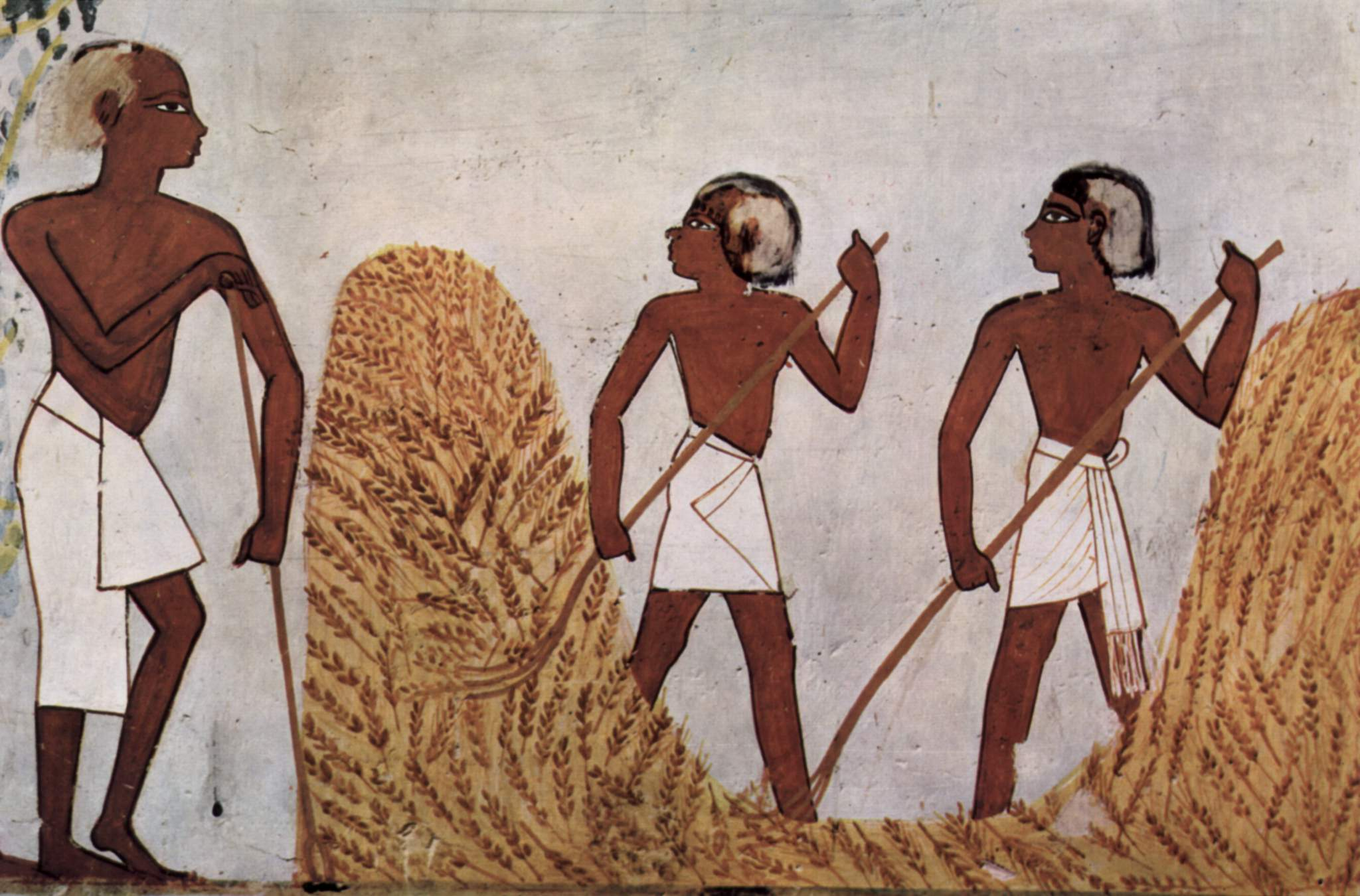
Cette image fait partie du troisième registre (parmi cinq) de la paroi est de l'aile sud de la première salle de la tombe de Menna (TT69) située à Gourna.

Le troisième registre représente des moissonneurs qui coupent les gerbes avec une faucille sous la surveillance d'un contremaitre ; puis deux couples d'hommes emportent la récolte dans des filets suspendus à des perches ; enfin — image ci-contre — c'est l'aire de stockage.
Dans le registre supérieur, il y a la scène de battage, après celle des scribes qui mesurent la hauteur de la meule de blé.
Tout en haut, des arpenteurs, torse nu, tendent la chaîne d'arpenteur, tandis que les contremaitres surveillent la tension de la corde ; des scribes suivent, qui consignent les données. Un couple vient vers eux leur apportant de l'eau pour se désaltérer.
Sur le mur sud-ouest de la première salle, Menna et son épouse font des offrandes à Osiris.
Le mur contigu représentait une scène de banquet mais est maintenant presque totalement détruit. De l'autre côté de l'entrée, Menna et son épouse offrent un bouquet à un prêtre. Le reste du mur montre des invités à un banquet.
Le mur nord-ouest est conçu sous forme de stèle, avec des double-scènes dépeignant Anubis, Osiris du côté gauche et Rê-Horakhty et Hathor du côté droit, avec Menna et son épouse. Ce mur est protégé par un écran de verre.
Sur le mur nord-est, Menna est suivi de son épouse et de leurs fils et filles. Sous la scène il y a des hommes apportant des offrandes, et trois chanteuses.
Un passage mène dans la chapelle intérieure (seconde salle).
Le mur gauche de la seconde salle dépeint le cortège funèbre avec des scènes traditionnelles. Le sarcophage est transporté dans une barque qui précède un autre bateau contenant des personnes en deuil. À l'extrémité du mur, lors une scène de jugement, Menna explique ses actions terrestres et son cœur est pesé. Ici c'est Horus, et non Anubis, le responsable des balances ; Thot, le dieu de l'écriture, enregistre le verdict. Osiris, comme d'habitude préside au-dessus de la scène.
Le mur du côté droit montre Menna avec sa famille dans des bateaux de papyrus transperçant des poissons et des oiseaux de chasse avec un harpon dans les marais. Cette scène dépeint la faune des bosquets du fleuve, avec un crocodile menaçant sous le bateau. Les deux poissons représentés sont un boulti (tilapia nilotica) et une perche du Nil (lates niloticus).

Détails des peintures
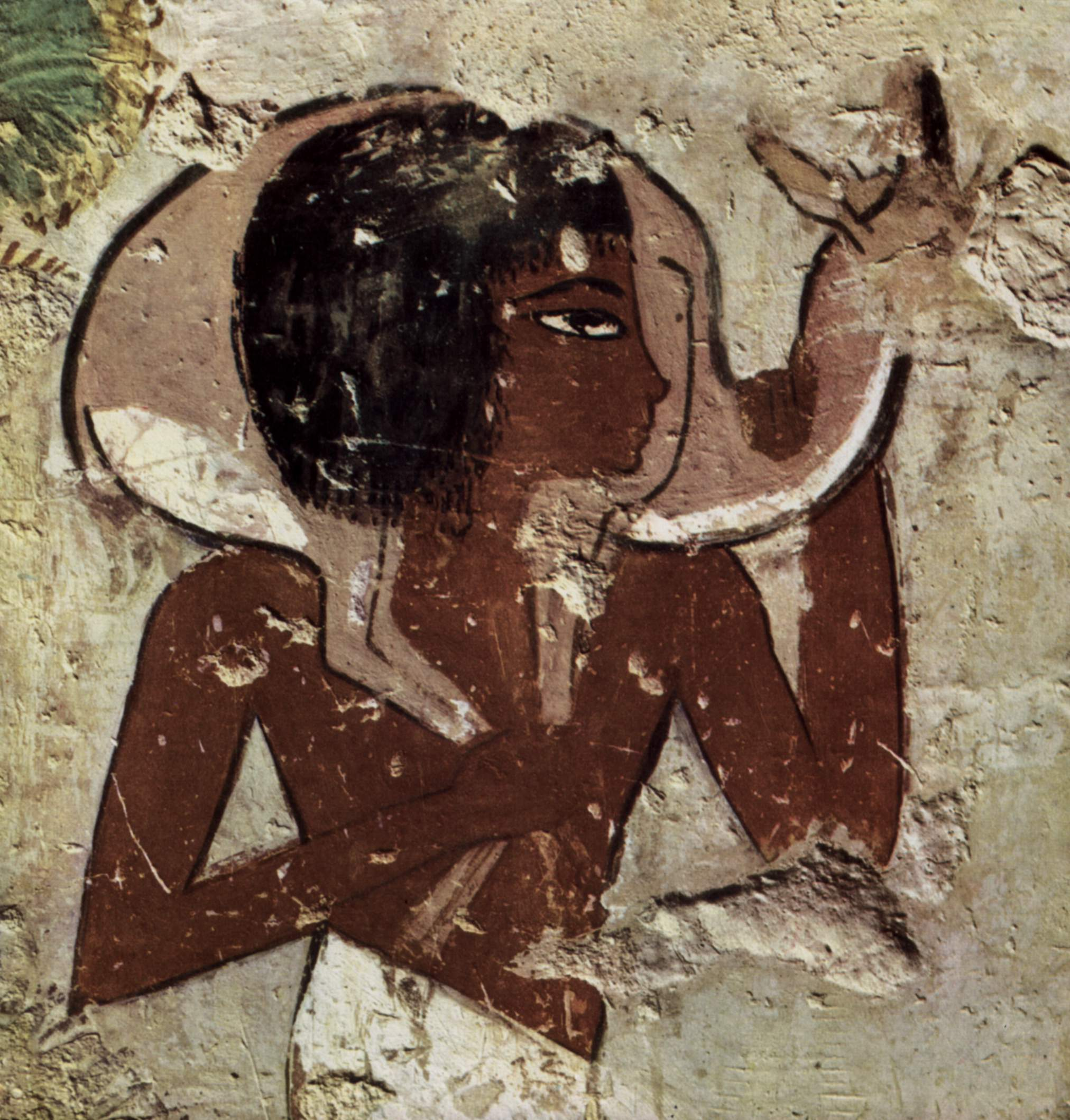
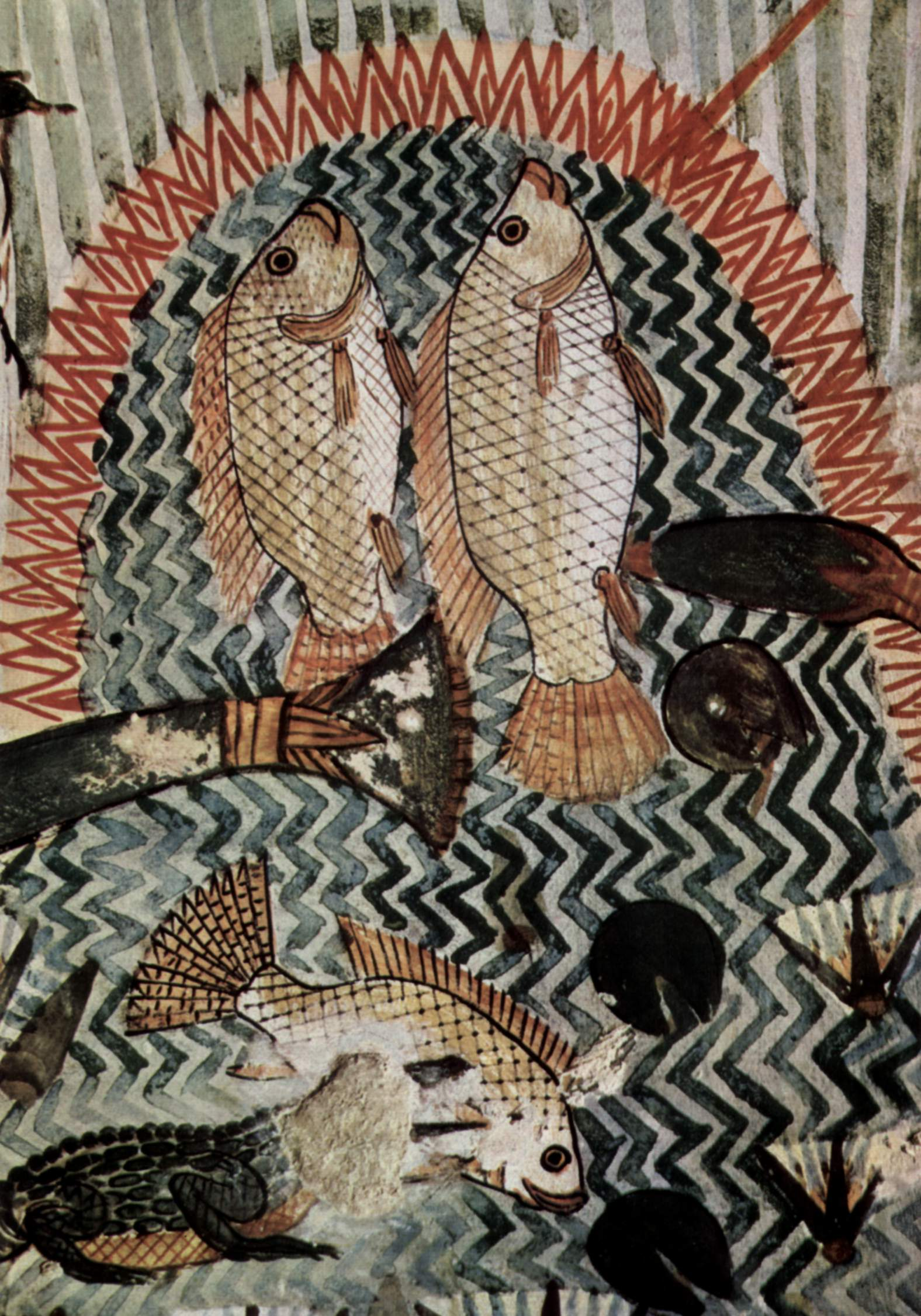